# Langit Lupa
Langit Lupa es una serie de televisión filipina transmitida por ABS-CBN desde el 28 de noviembre de 2016 hasta el 28 de abril de 2017. Está protagonizada por Xia Vigor y Yesha Camille, con las participaciones antagónicas de Jason Abalos, Yam Concepcion, Patrick Garcia y Ellen Adarna.

## Sinopsis
La historia comienza con Dey (Alessandra de Rossi) y Lala (Yam Concepcion), quienes se prometieron mutuamente que enfrentarán todos los obstáculos en la vida y serán las mejores amigas para siempre. Empezaron a ser amigos desde pequeños. Tenían un negocio de zapatos, se casaron y más tarde se convirtieron en madres. Ambos llamaron a sus hijos "Princess".
Un gran desafío arruinará su amistad cuando Ian (Patrick Garcia), el esposo de Lala, robó las acciones de Lala y Dey en la compañía para pagar sus préstamos. Esto se vuelve más desafiante cuando Dey fue hospitalizado debido a un paro cardíaco, por lo que Joey (Jason Abalos), el esposo de Dey, necesita dinero para la operación de Dey y no tiene más remedio que pedirle a Lala las acciones de Dey. Sin embargo, Lala no puede proporcionar nada ya que el dinero fue robado por Ian, lo que llevó a la muerte de Dey. Esto pronto llevó al odio de Joey hacia Lala.
Ian dejó el país para mantenerse alejado de Lala después de robar el dinero. Mientras tanto, Joey, junto con Lolo Pogi (Boboy Garovillo), Jun-Jun (Jairus Aquino) y el bebé Esang (Yesha Camile), siguieron adelante y comenzaron una nueva vida sin Dey.
Años después, Esang (Yesha Camile) y Princess (Xia Vigor) crecieron; Esang, el hijo de Dey y Joey, creció con una familia amorosa y cariñosa, incluso si no son ricos; La princesa, la hija de Lala y Ian, creció en una familia adinerada que no tiene tiempo para estar juntos.
Esang y Princess se convirtieron en compañeros de escuela. Comenzaron como enemigos, pero terminaron siendo mejores amigos cuando Esang se hizo cargo del perro de la Princesa, Pencil, pero Esang lo llamó "Yoyo".

## Elenco

### Elenco principal
- Xia Vigor como Princess Gutierrez Chavez.
- Yesha Camile como Princess "Esang" Marasigan Garcia.
- Jason Abalos como Joey Garcia.
- Yam Concepcion como Priscilla "Lala" Gutierrez-Chavez.
- Patrick Garcia como Christian "Ian" Chavez.
- Ellen Adarna como Isadora "Issa" Sobrevista.

### Elenco secundario
- Alessandra de Rossi como Daisylyn "Dey" Marasigan-Garcia.
- Boboy Garovillo como Lyndon "Lolo Pogi" Marasigan, Sr.
- Jairus Aquino como Lyndon "Jun-Jun Batas" Marasigan, Jr.
- Sharlene San Pedro como Corazón "Heart" Cayabyab Marasigan.
- Miho Nishida como Cindy Manlangit.
- Tommy Esguerra como Keith "Kit" Principe.
- Angelica Ulip como Patricia "Trixie" Sobrevista.
- Viveika Ravanes como Diday.